# Андре Лерон
Андре Лерон (фр. André Lerond,  6 грудня 1930, Гавр — 8 квітня 2018) — французький футболіст, що грав на позиції захисника.

## Клубна кар'єра
У дорослому футболі дебютував 1950 року виступами за команду клубу «Канн».
Своєю грою за цю команду привернув увагу представників тренерського штабу клубу «Ліон», до складу якого приєднався 1951 року. Відіграв за команду з Ліона наступні вісім сезонів своєї ігрової кар'єри. Більшість часу, проведеного у складі «Ліона», був основним гравцем захисту команди.
Завершив професійну ігрову кар'єру у нижчеліговому клубі «Стад Франсе», за команду якого виступав протягом 1959—1963 років.

## Виступи за збірну
1957 року дебютував в офіційних матчах у складі національної збірної Франції. Протягом кар'єри у національній команді, яка тривала 7 років, провів у формі головної команди країни 31 матч.
У складі збірної був учасником чемпіонату світу 1958 року у Швеції, на якому команда здобула бронзові нагороди.

## Досягнення
- Бронзовий призер чемпіонату світу: 1958
- Французький футболіст року (1):

1962